# Chiesa di Santa Maria a Costantinopoli
La chiesa di Santa Maria a Costantinopoli è una chiesa monumentale, situata nel centro storico di Anacapri: è stata sede parrocchiale, la più antica della città, fino alla costruzione della chiesa di Santa Sofia.

## Storia e struttura
La costruzione della chiesa risale al XV secolo, periodo in cui venne costruita anche l'eremo di Santa Maria a Cetrella, simili nell'aspetto architettonico ed era originariamente dedicata a Santa Maria alli Curti, ma fu poi intitolata alla Vergine di Costantinopoli solo dopo la presa di Costantinopoli da parte dei Turchi; divenne quindi parrocchia di Anacapri ed era retta da un cappellano mandato direttamente dalla chiesa di San Costanzo a Capri. La costruzione della chiesa fu inoltre motivo di sviluppo del cosiddetto quartiere Li Curti, così chiamato perché le case, risalenti al XV secolo, erano dotate tutte di cortili interni: di queste abitazioni ne rimane una sola, chiamata Casa Toronara. Nel 1595 la chiesa perse il ruolo di parrocchia, spostata in quella di Santa Sofia, anche perché, il borgo di Catena, dove sorgeva il tempio, andava spopolandosi, in favore di una zona più a valle. Ricostruita nel XVII secolo, ha subito poi pochi lavori di restauro: i più importanti furono eseguiti nel 1889.
Alla chiesa, in stile tardo gotico, si accede tramite un piccolo viale fiancheggiato da cipressi ed un giardino, utilizzato in passato come cimitero; la facciata, stuccata in bianco, è composta semplicemente dal portale d'ingresso, anticipato da tre gradini e sormontato da un ampio finestrone rettangolare e termina con una piccola cella campanaria a vela. L'interno, poco sfarzoso, è a navata unica, a pianta rettangolare, con due volte a crociera ogivale: questo è un chiaro esempio dell'influsso bizantino che si ebbe nella zona; diverse lesene adornano l'ambiente interno. L'altare maggiore, in marmo, è posto in un'abside semicircolare ed al centro è posto una tela, di poco valore, raffigurante la Madonna con il Bambino, contornata dai santi Giovanni Evangelista e Giovanni Battista e come sfondo l'incendio di Costantinopoli. Sulla destra dell'altare è un pulpito in muratura a cui si accede con una scala direttamente dalla sagrestia: quest'ambiente, costruita nel 1889, anche se più piccola, ha lo stesso aspetto della chiesa, con pianta quadrata, volta a botte divisa in due da un arco ed un'area absidale semicircolare. Lungo la navata sono poste delle panche in legno.